# Уокер, Олин
Олин Смит Уокер (англ. Olene S. Walker; 15 ноября 1930 — 28 ноября 2015) — американский политический деятель, 15-й губернатор штата Юта (2003—2005). Была приведена к присяге 5 ноября 2003 года, незадолго до своего 73-го дня рождения. Она стала первой женщиной-губернатором Юты. Была членом Республиканской партии.
Уокер умерла от инсульта 28 ноября 2015 года в своём доме в Солт-Лейк-Сити, штат Юта, в возрасте 85 лет.